# Джо Пикетт
Джо Пикетт (англ. Joe Pickett) — американский телесериал в стиле нео-вестерн, основанный на персонажах, созданных писателем Си Джей Боксом.

## Трансляция
Первый сезон стартовал 6 декабря 2021 года и состоит из десяти серий. Сериал был продлён на второй сезон компаниями Spectrum и Paramount+ 9 февраля 2022 года.

## В ролях
- Майкл Дорман — Джо Пикетт
- Джулианна Гилл — Мэрибет Пикетт
- Скайуокер Хьюз — Шеридан Пикетт
- Камрин Пилва — Люси Пикетт
- Шэрон Лоуренс — Мисси
- Мустафа Спикс — Нейт Романовски
- Дэвид Алан Гриер[англ.] — Верн Даннеган
- Пол Спаркс — Уэйси Хедеман
- Патрик Галлахер — шериф Барнум